# Nakaimo – My Sister Is Among Them!
Kono Naka ni Hitori, Imouto ga Iru! (яп. この中に１人、妹がいる！ Одна из них моя сестра!) — японский роман, автором которого является Хадзимэ Тагути. На его основе студией Studio Gokumi был выпущен аниме-сериал, который транслировался по телеканалу TBS с 6 июля по 28 сентября 2012 года. Всего выпущено 13 серий аниме. Сериал был лицензирован компанией Crunchyroll под названием Nakaimo — My Sister is Among Them! для показа на территории США.

## Сюжет
Сёго Микадоно в возрасте 17 лет получает в наследство крупную корпорацию покойного отца, однако он должен выполнить 2 условия: закончить престижную академию Мирюин и до выпуска найти себе невесту. Сам Сёго не против, и даже наоборот мать сняла ему специальные апартаменты, чтобы не мешать «будущим молодожёнам». Удача идёт на сторону парня, он становится популярным среди девушек, которые будут вести борьбу за его сердце, одна из главных претенденток — его единокровная сестра, (внебрачный ребёнок покойного отца Сёго), которая естественно умалчивает о своём происхождении, оставляя главного героя в неведении…

## Список персонажей
Сёго Микадоно (яп. 帝野 将悟 Микадоно Сё:го)
Главный герой истории и наследник компании Микадоно. Однако, чтобы взять на себя её управление, он должен окончить школу и найти себе невесту. Всё оказывается сложнее, после того, как выясняется, что у отца есть незаконнорождённая дочь, которая наблюдает за ним, и посещает ту же школу. Сёго же пытается найти и узнать, кто его сестра. У Сёго есть шрам на лбу после несчастного случая в детстве, и по этой причине, Сёго страдает частичной амнезией. В восьмом томе романа показано, что Коноэ становится его девушкой, тот уже знает о её происхождении. Тем не менее, в 9 томе выясняется, что он не был биологическим сыном Кумагоро и таким образом Коноэ не его родственница.
Сэйю: Такахиро Сакураи
Коноэ Цурума (яп. 鶴眞 心乃枝 Цурума Коноэ)
Молодая девушка, которая посещает ту же школу, что и Сёго. Она очень серьёзная и верит в предназначение, по которому она будет вместе с Сёго, посещает тот же класс, что и главный герой. Обожает профитроли. Позже выясняется, что она была другом детства Сёго и чувствует свою вину за аварию, произошедшею тогда. Сначала под тайным именем звонила Сёго и даже присылала подарки. Сильно в него влюблена. В 8-м томе романа, она становится девушкой Сёго, в 9-м томе выясняется, что она вовсе не сестра Сёго, так как тот не является биологическим сыном Кумагоро.
Сэйю: Каори Исихара
Мияби Каннаги (яп. 神凪 雅 Каннаги Мияби)
Другая одноклассница Сёго и член плавательного клуба школы. Мияби утверждает, что впервые встретила Сёго, когда тот в детстве лежал в госпитале после аварии. Всегда, когда её отец отправлялся лечится, Мияби играла с ним снаружи. Когда Сёго попытался поговорить с ней, при встрече в академии, она сначала отказалась с ним говорить, но внезапно потребовала её поцеловать, после того, как увидела, как Сёго целовал Коноэ. Влюблена в парня и намеревается выйти замуж за него и находится в сопернических отношениях с Коноэ. По мере развития сюжета, она часто прерывает романтические диалоги Сёго и Коноэ. В 12 серии аниме, выясняется, что предположительно Мияби является сестрой Сёго. В 8-м томе романа окончательно выясняется, что она двоюродная сестра Сёго. В 9-м томе, мать Сёго и отец Мияби женятся.
Сэйю: Аянэ Сакура
Ринка Кунитати (яп. 国立 凜香 Кунитати Ринка)
Студентка первого курса и вице-президент Академии. Воспитывалась в благородной семье. Хорошо танцует. Хотя она играет более отдалённую роль, имеет тенденции к конкуренции за сердце главного героя. Позже выясняется, что директор школы Гэнда поручил ей найти сестру Сёго. Ринка использовала телефон Сагары, чтобы инсценировать поддельные объявления Комоэ и угрожать директору, о чём позже узнал сам Сёго. Позже отказывается от внимания сына директора в пользу Сёго.
Сэйю: Аяна Такэтацу
Мана Тэндо (яп. 天導 愛菜 Тэндо: Мана)
Президент студенческого совета академии. Очень весёлая и добрая, но сильно волнуется во время крупных мероприятий, и теряя контроль над собой, начинает вести себя более вызывающе и шумно.
Сэйю: Асука Огамэ
Мэй Сагара (яп. 嵯峨良 芽依 Сагара Мэй)
Девушка из третьего курса академии. Носит очки и ведьмовский костюм, работает в небольшом кафе «Косплей», в котором любой может «стать старшим братом или сестрой». Была сиротой и в возрасте двух лет удочерена профессором  университета за свой хороший «математический» интеллект. Кафе принадлежало её приёмной матери, которая давно скончалась от болезни. После этого она жила со своим отцом в штате Массачусетс , но вернулась, набрав достаточно денег, чтобы выкупить кафе. Имеет тот же телефон, что и Коноэ. Показала, что знает о происхождении сестры Сёго и кто она такая, но не желает выставлять Мияби семье Микадоно, потому, что она не виновата, что незаконнорождённая.
Сэйю: Рина Хидака
Юдзурина Хосё (яп. 宝生 柚璃奈 Хо:сё: Юдзурина)
Таинственная девушка, которая объявила себя родной сестрой Сёго, и якобы прибыла с добрыми намерениями помочь «брату». Однако она является главной причиной всех неудобных и двусмысленных случаев, которые произошли вокруг Сёго. Её настоящее имя — Наюри Данно, и она была знаменитой актрисой-ребёнком, которая снималась в телесериалах Пэрин-тян и Гранд Беллион, любимых сериалов Сёго в детстве. Позже выясняется, что её наняли, чтобы спровоцировать любыми методами крупный скандал, связанный с Сёго.
Сэйю: Юй Огура
Икусу Мидзутани (яп. 水谷 衣楠 Мидзутани Икусу)
Член ассоциации Сэйрю. Первоначально представлена, как «Мистер Икс», которая под видом мужчины должна была выяснить личность младшей сестры Сёго. Часто пробирается в квартиру Сёго и по привычке принимает там душ. Мечтает стать ниндзей и чтобы войти в ассоциацию Сэйрю, в которой могут быть только мужчины, замаскировала себя, под парня. Часто ставит Сёго в неловкие ситуации.
Сэйю: Ами Косимидзу

## Критика
Экранизация была выпущенная  как за рубежом, так и в Северной Америке, и она получила в основном смешанные и одновременно отрицательные отзывы. Аллен Муди из аниме-обзоров дал экранизации одну звезду из пяти. Он назвал сюжет простой загадкой, которая не вызывает сомнений, и указал на множество аниме-клише, таких как потеря важных детских воспоминаний. Энди Хэнли из Anime Network дал первым четырем эпизодам сериала рейтинг 2/10, сославшись на множество сюжетных дыр. Крис Беверидж из Fandom Post дал сериалу более позитивный отзыв о том, что есть симпатичные главные герои. Крис ранее давал первым двум эпизодам рейтинг С, называя анимацию «очень дешевой и жесткой» во многих сценах, а персонажа Сёго - «мягким». Active Anime также дал сериалу хороший отзыв, описав его как идеальный для людей, которые любят романтические комедии с фан-сервисом. В обзоре также указывается, что аниме заканчивалось на «довольно хорошем» месте истории, поскольку серия легких романов еще не закончилась в Японии. Джефф Чуанг из Japanator назвал сериал «выше среднего» для своего жанра гарема, но также сказал, что это не аниме для тех, кто не может справиться с интенсивными сексуальными шутками. По мнению другого представителя сайта Anime News Network, сериал является типичным этти-гаремником, главный герой снова бесхребетный. Но сериал имеет свою фишку: девушки кидаются на главного героя из-за его огромного наследства а не как обычно «из-за милого характера». Сериал к счастью не получился затяжным, однако создатели слишком быстро «раскрыли все карты», из-за чего дальше смотреть аниме просто не интересно.